# 透镜式投影仪

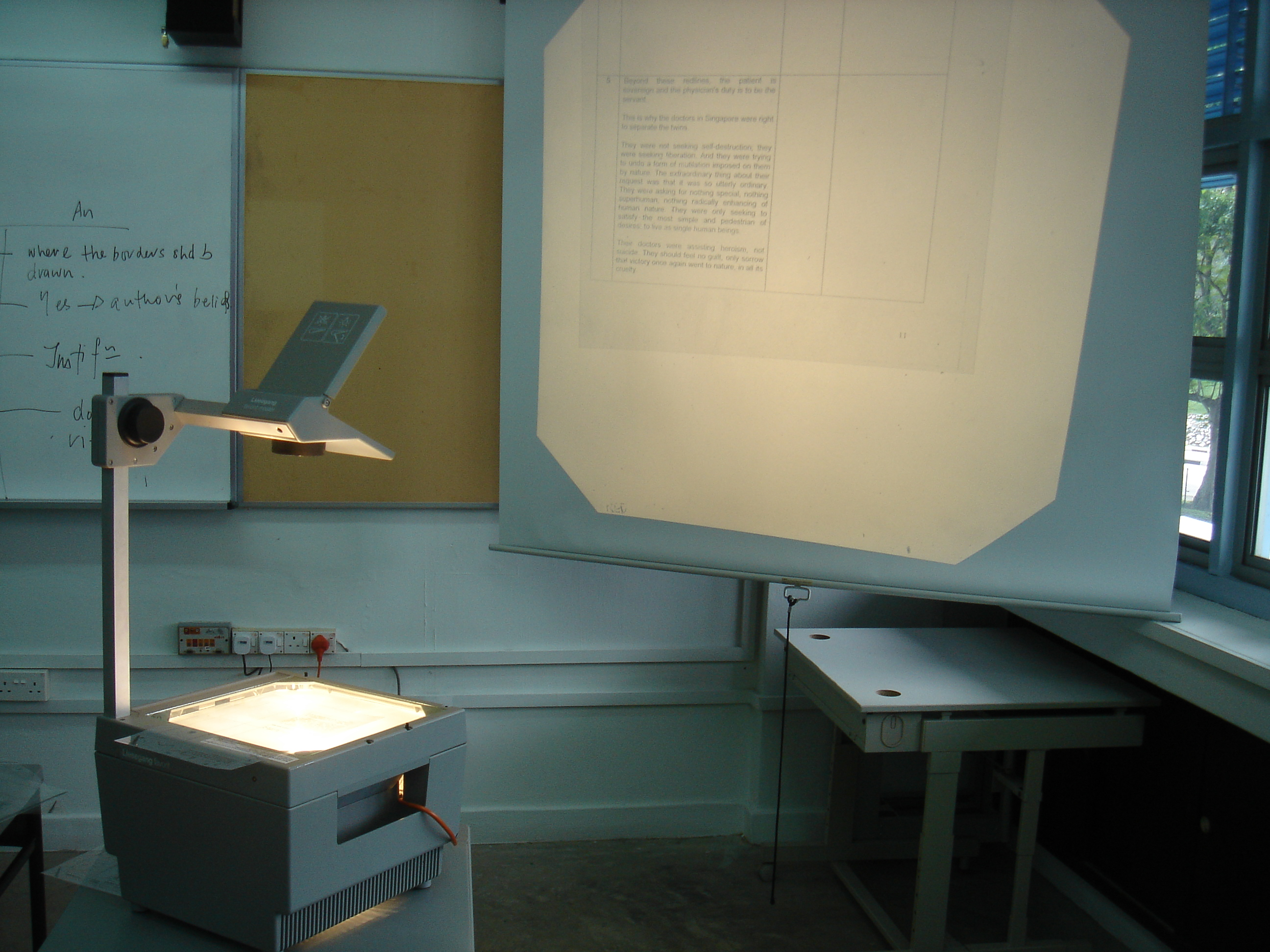
在教室使用投射投影仪

透镜式投影仪（Overhead projector）是一种将透明幻灯片放置在书写玻璃台上，利用灯光透过玻璃台进行照射成像的投影仪。这种投影仪方便即時书写，适合在课堂、办公室中进行讲解时使用。但如今随着電腦和影片投影仪、实物投影仪的发展已经被逐渐淘汰。

## 歷史
亦稱「視圖」（英語：viewgraph），是在1870年代由法國發明家儒勒．杜波斯克（英語：Jules Duboscq）所發明。高影機初時被應用於警務工作。1945年，第二次世界大戰平息後，高影機首次被美軍大量使用作訓練用途。在1950年代末至1960年代初，高影機開始在學校及商業中被廣泛應用。
初期，高影機的一個主要生產商為3M公司，其中工程師羅傑．阿珀爾多倫（英語：Roger Appledorn）發明了透明投影系統。隨著投影機需求不斷上升，公司Buhl Industries在1953年成立，遂對高影機及其投影鏡片進行光學細化，在美國貢獻舉足輕重。1957年，美國首個聯邦教育援助津貼計劃刺激了高影機的銷量，熱潮延續至1990年代末，乃至21世紀。